# Burgstall Tüsental
Der Burgstall Tüsental, auch Düssital genannt, ist eine abgegangene Höhenburg auf einer Bergnase am äußeren Südwestrand des „Laufenbergs“ etwa 2000 Meter südwestlich von Jestetten im Landkreis Waldshut (Baden-Württemberg).
Die Burg wurde bereits 1464 als Burgstall erwähnt und ist spätestens nach 1517 verfallen. Als ehemalige Besitzer werden die Herren von Tüsental, die Familie von Dettingen, die Herren von Tettingen-Randenburg und 1517 die Gemeinde Jestetten genannt. Nach 1920 wurden teilweise die Grundmauern eines 12 mal 13 Meter großen Wohnturms freigelegt.